# John Fothergill

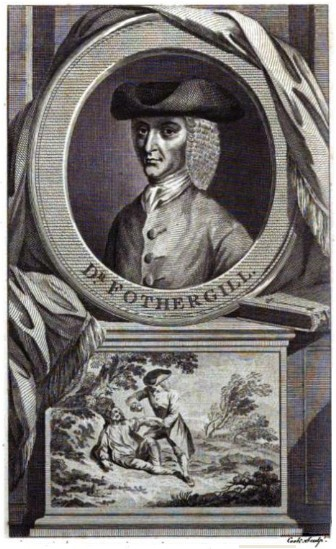
John Fothergill

John Fothergill (ur. 8 marca 1712, zm. 26 grudnia 1780) – angielski lekarz, botanik i filantrop.
Fothergill urodził się w Carr End, Misterton w Yorkshire był synem Johna Fothergilla (1676–1745). Napisał raporty dotyczące migreny, koncentrował się na roli diety w bólach głowy. Zwrócił uwagę na to, że czekolada i kawa wpływają na ataki bólów głowy. Było to w okresie, kiedy pierwsze kawiarnie pojawiły się w Europie, na wzór turecki.